# NGC 7451
NGC 7451 este o galaxie situată în constelația Pegas. A fost descoperită în 7 decembrie 1865 de către Otto Vasilievici Struve⁠(d). Se află la o distanță de 87,1 de megaparseci de Pământ.